# Эркулану, Алешандре
Алеша́ндре Эркула́ну де Карва́лью и Арау́жу (порт. Alexandre Herculano de Carvalho e Araújo; 28 марта 1810, Лиссабон — 18 сентября 1877, Азоя де Байшу, округ Сантарен) — португальский писатель, историк, поэт и журналист, один из важнейших представителей романтизма в португальской литературе 2-й и 3-й четвертей XIX века, основоположник исторических романа и повести в Португалии. Будучи либералом, целенаправленно и неуклонно выступал против абсолютизма. Рыцарь Ордена Башни и Меча (Cavaleiro (CvTE), 1839)

## Передача имени
Встречаются различающиеся варианты орфографии при передаче имени писателя на русский язык:
- Алешандре Иркулано[4]
- Алешандре Эркулано[5]
- А. Эркулану[6]
- Алешандри Эркулану[7]
- Алейшандре Эркулано[8]

В данной статье как наиболее приемлемый используется вариант Алешандре Эркулану.

## Жизнь и творчество
Источники предоставляют противоречивые даты смерти: 13 сентября или 18 сентября.
Как в своём жизненном, так и творческом пути писатель неуклонно следовал романтическому и либеральному мировоззрению. Родился в семье мелкого чиновника ниже среднего достатка, поэтому из-за финансовых затруднений не смог поступить в университет. 18 лет проявил литературное призвание. В 1830 году обучался коммерции, изучал палеографию в Национальном архиве Торре де Томбу, где освоил основы проведения исторических исследований, самостоятельно изучил французский, итальянский и немецкий языки, читал зарубежных романтиков, а своей наставницей считал маркизу де Алорну. 
Под словами И. А. Тертерян «был заговорщиком, эмигрантом, солдатом либеральной армии в гражданской войне» подразумевается участие в не до конца изученном ввиду отсутствия достоверных данных военном мятеже пехотного полка 31 августа 1831 года. Противостоя мигелистам (абсолютистам, сторонникам короля Мигела I), был вынужден искать убежища за границей: сперва в Англии, затем во Франции. В период гражданских мигелистских войн выступал против сторонников абсолютизма. Алешандре Эркулану участвовал в той же военной экспедиции, что и португальский гений Алмейда Гаррет.
В изгнании освоил работы таких историографов как 
Огюстен Тьерри и Адольф Тьер, избрал в качестве образцов подражания Шатобриана, Ламенне, Клопштока, Вальтера Скотта. В 1832 году принимал участие в высадке в Минделу и защите Порту, где был назначен библиотекарем по собиранию архивов. 22 февраля 1833 года оставил военную службу.
Между 1834 и 1835 годами публиковал статьи по теории литературы, посмертно собранные в десятитомнике «Фельетоны» (Opúsculos). В сентябре 1836 года отказался от должности библиотекаря в Порту и перебрался в Лиссабон, где стал с 1837 года во главе авторитетнейшего печатного органа португальского романтизма — литературного журнала «Панорама» (O Panorama, по другим сведениям — литературной газеты), в котором публиковал различные статьи, рассказы и переводы нередко без собственной подписи. Именно тогда было опубликовано первое поэтическое сочинение «Глас пророка» (Voz do Propheta), возымевшее резонанс по всей стране.
1 марта 1839 года был возведён в степень «Рыцаря» Ордена Башни и Меча (Cavaleiro (CvTE)). Принял награду от монарха за боевые заслуги солдата, но впоследствии отказывался от иных королевских наград, изложив причины 7 декабря 1862 года в Jornal do Commercio. В 1839 году принял приглашение Фернанду II по занятию должности главного хранителя королевской библиотеки Ажуда (bibliotecas reais da Ajuda e das Necessidades) и начал исторические изыскания, результатом которых стала публикация четырёхтомной «Истории Португалии», доведя описания событий до конца XIII века. К тому времени относится начало острой полемики с клиром относительно чуда в Оурике (видение Иисуса Христа Афонсу Энрикешу). В тех же 1840-х годах писатель создавал исторические романы. Согласно Е. Г. Голубевой, А. Эркулану известен как основоположник исторического романа в португальской литературе. Державин К. Н. назвал А. Эркулану «португальским Вальтер Скоттом». Компиляция «Дама Козья Нога» (A Dama do Pé-de-Cabra) из 2-го тома сборника «Легенды и повести» основана на  одноимённой средневековой легенде, зафиксированной в «Книге родословных графа дона Педру». Главным персонажем в ней выступает дьявол в обличье женщины. Эта столь характерная для романтиков поляризация между двумя противоположностями — божественным и демоническим — являет показательный пример общего места творчества писателя и поэта. Иная отличительная черта его романов представлена в тяге к подробнейшему воссозданию нарядов, интерьеров, архитектуры, церемоний и праздников. Ещё одна отличительная особенность романов Эркулану заключается в его восхищении рыцарством, что не должно было бы быть свойственным для городского жителя середины XIX века. Ход ведения Реконкисты на Пиренейском полуострове определил особенные юридические и политические условия отношений сеньоров и короля, что привело некоторых историков, в круг которых входил и Алешандре Эркулану, к постановке вопроса о наличии или отсутствии феодализма в Португалии, сводя его к упрощенной французской модели  Средних веков. Иными словами для Эркулану история Португалии представлялась как восхождение среднего класса.

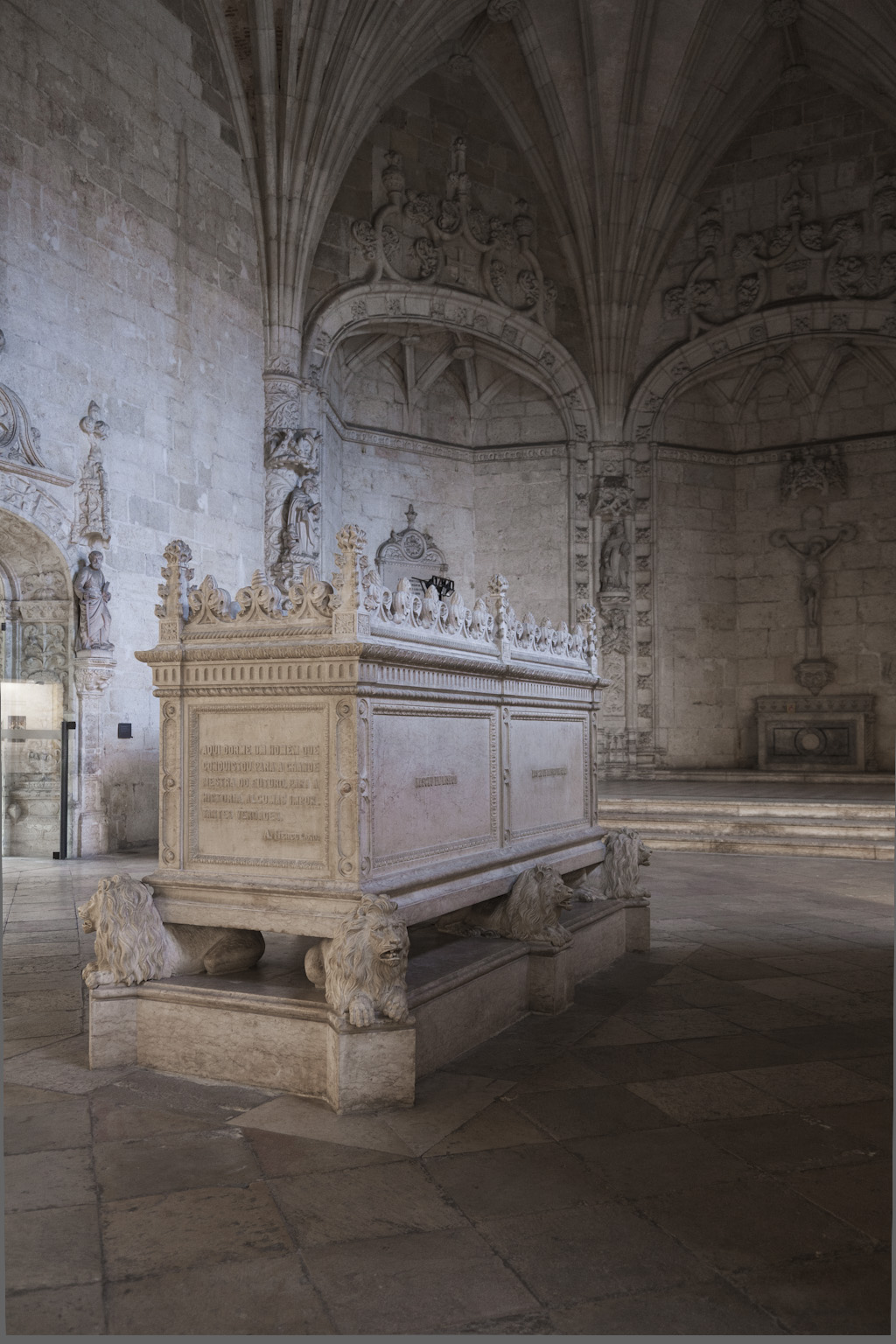
Саркофаг Алешандре Эркулану в Зале Капитула монастыря дуж Жеронимуш

В 1840 году был избран депутатом парламента от партии консерваторов (Partido Cartista или Partido Regenerador), но сразу же отошёл от политики. В 1851 году решил снова вернуться к политике, основав в 1852 году политическую газету O País, но опять разуверился в успехе данного занятия. В 1853 основал газету O Português, а в 1855 году был избран вице-президентом Королевской академии наук. В следующем 1856 году начал готовить выпуск исторических документов, датированных до XV века и публиковавшихся на протяжении ряда лет под названием Portugaliae Monumenta Historica. Высказывал одобрение институту гражданского брака, опубликовав собственные соображения в его поддержку в работе Estudos sobre o Casamento Civil (1865). 
В 1867 году удалился на приобретённую за гонорары ферму Вале де Лобуш (Vale de Lobos, Долина Волков), погрузился в деревенскую жизнь, женился на любимой с юношеских лет Марии Эрминии Мейре (Maria Hermínia Meira). Последние годы провёл в занятиях земледелием, редко посещая Лиссабон. В 1872 году смог корректировать выпуск первого тома «Фельетонов».
Умер от пневмонии в возрасте 67 лет. 27 июня 1888 года останки были торжественно перевезены из  Сантарена в Белен и перезахоронены в Зале Капитула (Sala do Capítulo) монастыря дуж Жеронимуш.

## Основные сочинения
- 1843 — «Шут» (О bobo)
- «Монастикон»
  - 1844 — «Пресвитер Эурико» (Eurico, o presbitero)
  - 1848 — «Монах-цистерцианец» («Систерский монах», О monge de Cister)
- 1846—1853 — «История Португалии» (História de Portugal, vol. 1—4)
- 1851 — «Легенды и повести» (Lendas e narrativas)
- 1854—1859 — «О происхождении и учреждении инквизиции в Португалии» (História da origem e estabelecimento da inquisição em Portugal, vol. 1—3)
- 1880—1908 — «Фельетоны» (Opúsculos, t. 1—10, Lisboa)

## Переводы на русский язык
- Иркулано А. Исторические повести / Алешандре Иркулано / Пер. В. В. Рейтца под ред., с предисл. и прим. Г. Л. Лозинского. — Петроград — Москва : Государственное издательство, 1922. — 129 с. — (Всемирная литература ; вып. 52).
- Эркулано А. Сантаренский алькайд : Рассказы / Сост., предисл. и примеч. Е. Г. Голубевой. — Л. : Художественная литература, 1974. — 248 с. — 50 000 экз.
- Иркулано А. Эрик-пресвитер / Пер. с порт. и комм. доктора филол. наук  О. А. Овчаренко. — Москва : Голос, 1998. — 224 с.

В первое издание на русском языке в переводе Владимира Владимировича Рейца, заведующего отделением инкунабул РНБ (?), вошли рассказы «Сантаренский алкайд», «Чёрный епископ», «Смерть борца» и «Фарийский замок». Спустя полвека те же рассказы были переведены заново: «Сантаренский алькайд» Е. Голубевой, «Чернокожий епископ» и «Смерть Воителя» Г. Коганом и В. Фёдоровым, «Замок Фария» В. Фёдоровым.

## Почётные звания

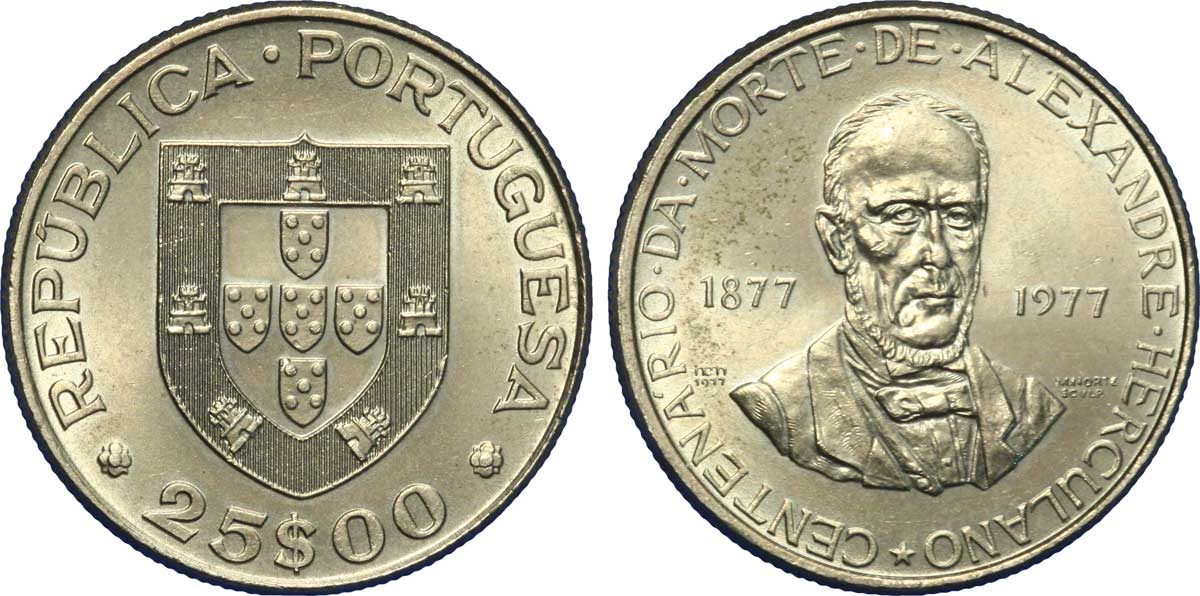
Монета 25 эшкуду, выпущенная в ознаменование 100-летия со смерти Алешандре Эркулану

- 1844 — член-корреспондент, с 1852 года действительный член Королевской академии наук Лиссабона[12]
- 1855 — почётный член и вице-президент Королевской академии наук Лиссабона[10]
- Член Королевской академии наук в Турине
- Член Королевской исторической академии в Мадриде
- Член Баварской академии наук[9]